# Adrian Brunel
Adrian Brunel (4 de septiembre de 1892 – 18 de febrero de 1958) fue un director y guionista cinematográfico de nacionalidad británica. Iniciada en la época del cine mudo, la carrera de director de Brunel alcanzó su cima en los últimos años 1920. Los trabajos que se conservan de esa época, tanto largometrajes como cortos, son muy apreciados por los historiadores del cine por su innovación, sofisticación e ingenio. Con la llegada del cine sonoro, la carrera de Brunel se frenó, permaneciendo ausente de la gran pantalla durante varios años antes de volver a mediados de los años 1930 con una serie de producciones subvencionadas, la mayoría de las cuales hoy en día se consideran perdidas. El último trabajo como director de Brunel tuvo lugar en un corto de propaganda bélica de 1940, aunque siguió trabajando unos años más como asesor de películas dirigidas o producidas por amigos en la industria.
Tras décadas de negligencia, el trabajo de Brunel ha sido redescubierto y sometido a una revaluación crítica. Sus filmes "perdidos" son buscados con impaciencia, y el British Film Institute incluye a dos (The Crooked Billet (1929) y Badger's Green (1934)) en su lista de los 75 largometrajes británicos perdidos más buscados.

## Inicios y carrera
Nacido en Brighton, Inglaterra, Brunel se educó en la Harrow School. Su madre, Adey, era una profesora de teatro, por lo cual él se crio en el ambiente teatral haciendo escarceos como actor y escritor, así como formándose en ópera. Tras dejar la escuela trabajó un tiempo como periodista en Brighton antes de ocuparse en Londres en shows de bioscope de la cadena de music hall Moss Empires. Esto estimuló su interés por el cine, y en 1916 él y un amigo formaron una compañía llamada Mirror Films, con la cual produjeron una película, The Cost of a Kiss, al año siguiente.
En 1920 Brunel se unió al actor Leslie Howard y al autor A. A. Milne para montar Minerva Films, empresa que produjo seis cortos cómicos en un periodo de dos años. La mayor oportunidad de Brunel llegó en 1923, cuando le ofrecieron dirigir The Man Without Desire, film protagonizado por Ivor Novello. Su debut como director era una historia localizada en Venecia, e incluía escenas rodadas en dicha ciudad. El trabajo de estudio y posproducción se llevó a cabo en Alemania, y el resultado fue un fascinante trabajo que ha sido descrito como "uno de los filmes más extraños surgidos en Gran Bretaña en los años 1920".

## Cortos cómicos
Desde 1923 a 1925 Brunel dirigió una serie de sofisticados cortos cómicos burlescos, frecuentemente satirizando las modas y las instituciones de la época. Inicialmente fueron producidos y distribuidos de modo independiente, pero su popularidad entre los cinéfilos y entendidos llamó la atención de Michael Balcon, que ofreció a Brunel la oportunidad de producirlos por medio de Gainsborough Pictures. Esos filmes estaban repletos de intertítulos con juegos de palabras e ingeniosos juegos visuales, y varios de ellos parodiando la técnica de animación con siluetas desarrollada por Lotte Reiniger utilizando actors vivos en lugar de recortes animados (Two-Chinned Chow, Shimmy Sheik, y Yes, We Have No...!).  
Otros filmes fueron una referencia para poner de relieve la capacidad del cine para producer una imagen de la realidad manipulada y distorsionada. La producción más admirada de Brunel de ese periodo fue la cinta de 1924 Crossing the Great Saraganda.  Brunel utilizaba el film para satirizar la prevalente imagen colonial del "pueblo nativo", destacando la deshonestidad inherente al género con intertítulos absurdamente incongruentes, etiquetando una vista de una choza africana como Wapping, un distrito de Londres, y una secuencia en un paisaje desértico como una playa de Blackpool.
Brunel también apuntó a la industria cinematográfica británica, con So This Is Jollygood lamentando lo que el veía como una ineptitud general si se comparaba con su contrapartida estadounidense, y Cut It Out atacando el exceso de celo de los censores cinematográficos británicos.

## Filmes Gainsborough
Impresionado con los cortos de Brunel, Balcón le invitó a intentar dirigir largometrajes para Gainsborough. Como resultado de ello rodó cinco filmes entre 1926 y 1929, todos ellos de alto nivel y gran presupuesto y protagonizados por estrellas, diseñados como productos serios y de prestigio sin el humor y la jocosidad del anterior trabajo de Brunel. El primer estreno fue Blighty, escrito por un amigo de Brunel, Ivor Montagu.
En 1928 siguieron dos películas que reunieron a Brunel con Novello como su actor protagonista: la primera adaptación al cine de la novela de Margaret Kennedy The Constant Nymph, y una versión de la obra de Noël Coward The Vortex.  El tercer film de Brunel en 1928 fue A Light Woman, con Benita Hume, y en 1929 dirigió a Madeleine Carroll en The Crooked Billet, que Brunel describía en su autobiografía como "mi último y, quizás, mi major película muda". Este film hoy en día se considera perdido.

## Últimos años
Con la llegada del cine sonoro, el ímpetu de la carrera de Brunel sufrió un súbito alto. No está claro por qué la trayectoria de Brunel se vio frenada en esa época, aunque se ha sugerido la existencia de una demanda legal contra Gainsborough por supuesta falta de pago que habría empañado su reputación en la industria haciéndole parecer un potencial alborotador. Tras un trabajo como guionista en el film de 1930 Elstree Calling, no le llegaron más ofertas de trabajo, y Brunel usó ese tiempo para escribir un libro titulado Filmcraft: The Art of Picture Production, que se publicó en 1933.
Brunel volvió a la dirección en 1933, y en los siguientes cuatro años rodó 17 producciones subvencionadas, principalmente para Fox British. Como era la norma con los filmes subvencionados, las Cintas de Brunel de ese periodo abarcaban géneros que iban desde el musical y la comedia, hasta el drama, la intriga y el género criminal. Sin embargo, pocas de esas producciones sobreviven. Los últimos dos largometrajes de Brunel, The Rebel Son (1938) y The Lion Has Wings (1939) – el último dirigido en colaboración con Michael Powell y Brian Desmond Hurst – se conservan hoy en día.
Tras un corto de propaganda, The Girl Who Forgot, en 1940, Brunel continuó durante un tiempo ofreciendo su ayuda como favor, sin aparecer en créditos, destacando la colaboración con su viejo amigo Leslie Howard en The First of the Few (1942) y The Gentle Sex (1943). 
Adran Brunel falleció en Gerrards Cross, Inglaterra, en 1958. Tenía 65 años de edad. En 1949 había publicado su autobiografía, Nice Work.

## Filmografía (director)

### Largometrajes
| - 1923: The Man Without Desire - 1927: Blighty - 1928: The Constant Nymph - 1928: A Light Woman - 1928: The Vortex - 1929: The Crooked Billet - 1933: Two Wives for Henry - 1933: The Laughter of Fools - 1933: Little Napoleon - 1933: I'm an Explosive - 1933: Follow the Lady - 1933: Taxi to Paradise - 1934: Important People | - 1934: Badger's Green - 1934: Menace - 1934: Variety - 1935: Vanity - 1935: The Invader - 1935: City of Beautiful Nonsense - 1935: Cross Currents - 1935: While Parents Sleep - 1936: Prison Breaker - 1936: Love at Sea - 1938: The Rebel Son - 1939: The Lion Has Wings |

### Cortos
| - 1917: The Cost of a Kiss - 1920: The Temporary Lady - 1920: Twice Two - 1920: The Bump - 1920: Five Pounds Reward - 1920: Bookworms - 1921: Too Many Cooks - 1923: Yes, We Have No...! - 1923: Two-Chinned Chow - 1923: The Shimmy Sheik - 1924: The Pathetic Gazette | - 1924: Sheer Trickery - 1924: Lovers in Araby - 1924: Crossing the Great Saraganda - 1925: The Blunderland of Big Game - 1925: So This Is Jollygood - 1925: Cut It Out - 1925: Battling Bruisers - 1925: A Typical Budget - 1940: The Girl Who Forgot |